# La Coupole (Saint-Louis)
 (août 2025).
Motif : Aucune source depuis 2008 et pas vraiment de source secondaire centrée de qualité vue lors des recherches, les seules sources centrées étant quelques articles de presse locale.
- Archive Wikiwix
- Bing
- Cairn
- DuckDuckGo
- E. Universalis
- Gallica
- Google
- G. Books
- G. News
- G. Scholar
- Persée
- Qwant
- (zh) Baidu
- (ru) Yandex
- (wd) trouver des œuvres sur Wikidata

| 1. | Préciser le motif de la pose du bandeau. | Précisez le motif de la pose du bandeau en utilisant la syntaxe suivante : {{admissibilité à vérifier\|date=août 2025\|motif=remplacez ce texte par le motif}}                                |
| 2. | Informer les utilisateurs concernés.     | Pensez à avertir le créateur de l'article, par exemple, en insérant le code ci-dessous sur sa page de discussion : {{subst:avertissement admissibilité à vérifier\|La Coupole (Saint-Louis)}} |

Pour un article plus général, voir Saint-Louis (Haut-Rhin).
Pour les articles homonymes, voir Coupole (homonymie).
Le théâtre La Coupole est une partie du complexe culturel du même nom ayant ouvert ses portes au début de l'an 2000.
C'est ici que l'Eurodistrict trinational de Bâle a été créé officiellement le 26 janvier 2007. À partir d'avril 2011, les trois salles de cinéma seront équipées de la 3D. 
Depuis 2024, l'ensemble des trois salles du cinéma La Coupole sont équipées de nouveaux projecteurs à technologie laser qui apportent un confort visuel aux spectateurs.